# John McCain
John Sidney McCain III, ameriški politik, * 29. avgust 1936, Coco Solo, Panama, † 25. avgust 2018, Cornville, Arizona, Združene države Amerike.

## Življenje
John McCain je bil senator iz Arizone, bil pa je tudi kandidat Republikanske stranke na ameriških predsedniških volitvah 2008, kjer ga je premagal demokratski kandidat Barack Obama. Kljub svojim trdnim stališčem proti splavu ipd., je bil eden tistih republikanskih senatorjev, ki se je za dobro države tudi odmaknil od stališč stranke. Večkrat je postregel z močnimi kritiki na delovanje republikanske stranke, skoparil ni niti z besedami na račun ameriškega predsednika Donalda Trumpa, tako med kampanjo kot ob nastopu funkcije. 8. aprila 2017 se je na povabilo predsednika RS Boruta Pahorja mudil na Dnevu slovensko-ameriškega prijateljstva in zavezništva v Andražu nad Polzelo.

### Smrt
Umrl je dva dni po prenehanju zdravljenja možganskega tumorja. Na žalni slovesnosti, ki so se je udeležili številni republikanski in demokratski senatorji ter bivši predsednik ZDA Barack Obama, je vidno ganjen spregovoril tudi podpredsednik v času Obamove administracije Joe Biden, ki je med drugim dejal, da je mu je bil, kljub različnima političnima bregovoma, McCaine kot brat. Pokopan je v Annapolisu, Maryland, na pokopališču tamkajšnje ameriške mornariške akademije.